# Enrico Rava
Enrico Rava, född 20 augusti 1939 i Trieste i Italien, är en italiensk jazztrumpetare.
Hans första kommersiella arbete var som medlem i Gato Barbieri's Quintet. I slutet av 1960-talet spelade han i Steve Lacys band. Efter det flyttade han till New York. Han har spelat med artister som Carla Bley, Jeanne Lee, Paul Motian, Lee Konitz och Roswell Rudd.
Under den senare tiden av sin karriär har han arbetat med bland annat Pat Metheny, Michel Petrucciani, John Abercrombie, Joe Henderson, Richard Galliano, Miroslav Vitouš, Andrea Centazzo, Joe Lovano, Gil Evans, Cecil Taylor och Sergio Caputo.
Med trumpetaren Paolo Fresu har Rava spelat in en serie av fyra skivor influerat av Bix Beiderbecke, Louis Armstrong, Chet Baker och Miles Davis (Bix, Pop, Shades of Chet, Play Miles Davis). Hans skivor Rava, L'Opera Va'  och Carmen tolkningar av operaarias. 2001 skapade han en ny kvintett med den talanfulle pianisten Stefano Bollani och turnerade med Gato Barbieri och Aldo Romano. I trion Europeans spelar han med basisten Eberhard Weber och percussionisten Reto Weber.